# Mariko Kaga
Mariko Kaga (jap. 加賀 まりこ Kaga Mariko) właśc. Masako Kaga (jap. 加賀 雅子 Kaga Masako; ur. 11 grudnia 1943 w Tokio) – japońska aktorka, od czasu jej debiutu prasa skupiła się na jej nieskrępowanym zachowaniu, nazywając ją „małą diablicą” i „japońską Brigitte Bardot”.

## Życiorys
Kaga urodziła się w Ogawamachi w okręgu Kanda w Tokio (obecnie Ogawamachi, Chiyoda), dorastała w Kagurazaka w okręgu Shinjuku, w rodzinie zajmującej się rozrywką. Jej ojciec, Shiro Kaga, był znanym producentem w wytwórni filmowej Daiei.
W 1960 roku zadebiutowała w dramie Fuji TV „Tōkyō tawā wa shitte iru” (東京タワーは知っている), po tym jak została zauważona przez reżyserów Masahiro Shinodę i Shuji Terayamę w drodze do szkoły. Jej pseudonim sceniczny został nadany przez fotografa Shōtarō Akiyamę, który powiedział jej: „Jeśli nazywasz się Kaga, »Mariko« jest dobrym wyborem – to ładne, pogodne imię”.

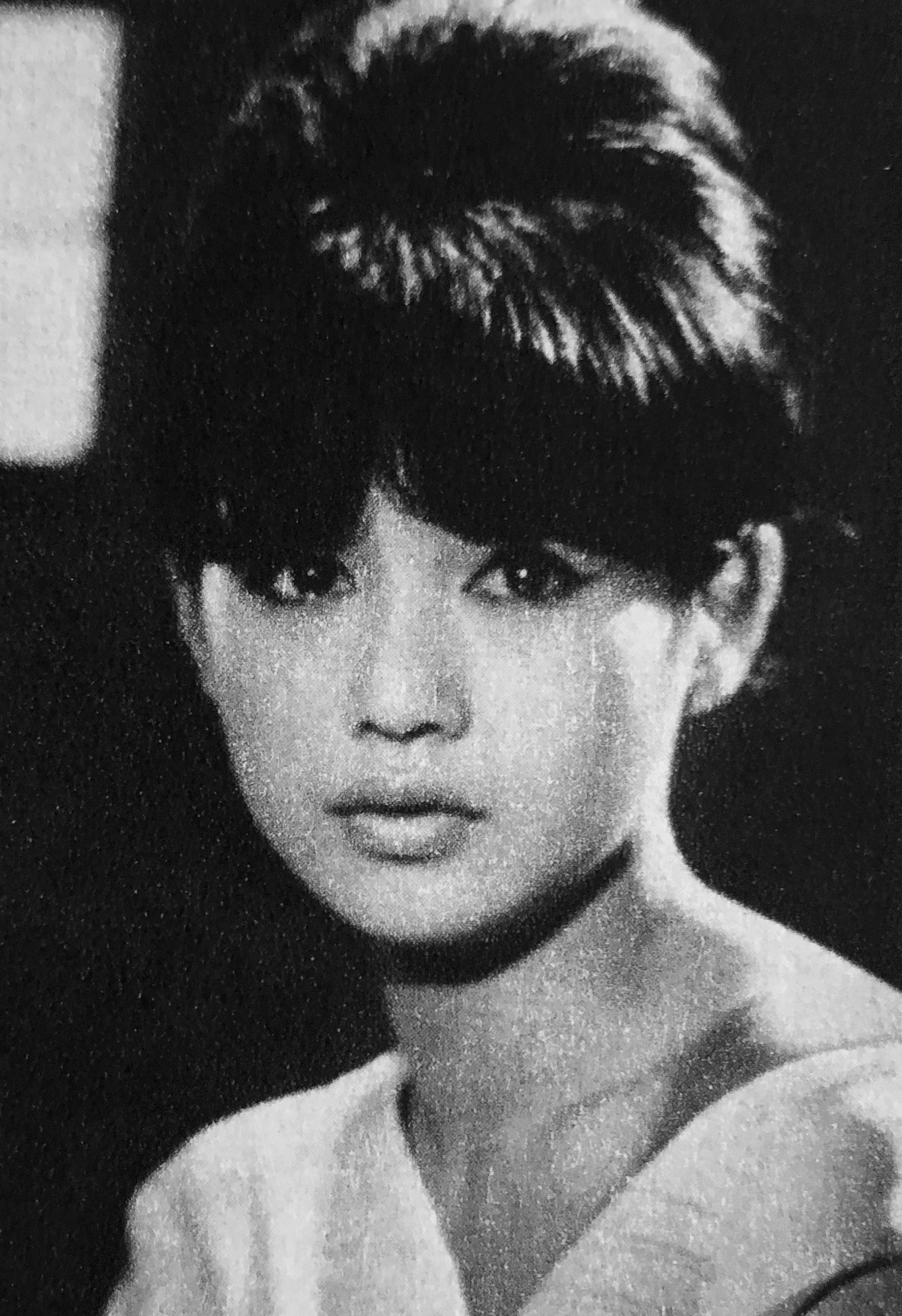
Zdjęcie Mariko Kagi z 1965 roku

Zadebiutowała w 1962 roku filmem „Tears on the Lion’s Mane” (涙を、獅子のたて髪に), po podpisaniu pięcioletniego kontraktu ze studiem Shōchiku. Dwa lata później zagrała w filmie „Only on Mondays” u boku Akiry Nakao i Yoko Yamamoto, który stał się jednym z najbardziej znanych występów Kagi.
W wieku dwudziestu lat, mając dość artykułów w tygodnikach dla kobiet i ofert pracy opartych wyłącznie na jej wizerunku, odwołała swoje plany z sześciomiesięcznym wyprzedzeniem i wyjechała samotnie do Paryża, aby uporządkować swoje życie. Sześć miesięcy później, gdy skończyły jej się pieniądze i rozważała powrót do Japonii, otrzymała telefon od reżysera Keity Asari, który poprosił ją o występ na scenie. Po powrocie do Japonii wystąpiła w spektaklu „Ondyna”, wystawianym przez Towarzystwo Teatralne Shiki. Sztuka okazała się wielkim sukcesem i codziennie przyciągała dużą publiczność. Wówczas Kaga po raz pierwszy odkryła radość z grania na scenie i od tego momentu zaczęła poważnie rozważać karierę aktorki.
Od tego czasu wystąpiła w wielu filmach i dramach. W 2014 roku otrzymała nagrodę Kinuyo Tanaki na ceremonii filmowej Mainichi za całokształt swojej kariery.

## Wybrana filmografia

### Dramy
| Rok  | Tytuł                                                                         | Rola                             | Stacja telewizyjna | Uwagi       |
| ---- | ----------------------------------------------------------------------------- | -------------------------------- | ------------------ | ----------- |
| 1968 | Ahiru no gakkou (あひるの学校)                                                | Saori Mitsuda                    | NHK                | Główna rola |
| 1986 | Tsumatachi no Shotaiken (妻たちの初体験)                                      | Masayo Tachibana                 | NTV                | Główna rola |
| 1997 | Mōri Motonari (毛利元就)                                                      | Fujino                           | NHK                | Taiga drama |
| 2002 | Toshiie to matsu: kaga hyakumangoku monogatari (利家とまつ〜加賀百万石物語〜) | Tatsu (matka Toshiiego)          | NHK                | Taiga drama |
| 2005 | Hana Yori Dango (花より男子)                                                  | Kaede Domyoji (matka Tsukasy)    | TBS                |             |
| 2007 | Hana yori dango 2 (花より男子 ~リターンズ~)                                   | Kaede Domyoji (matka Tsukasy)    | TBS                | Sezon 2     |
| 2008 | Around 40: Chûmon no ôi onna tachi (Around40〜注文の多いオンナたち〜)         | Haruko Yoshinaga                 | TBS                |             |
| 2013 | Tokyo Bandwagon (東京バンドワゴン～下町大家族物語)                            | Sachi Hotta (Babcia Ao)          | NTV                | Narratorka  |
| 2014 | Platonic (プラトニック)                                                       | Yui Masako                       | NHK                |             |
| 2015 | From Five to Nine (5時から9時まで)                                            | Hibari Hoshikawa (babcia Takane) | Fuji TV            |             |
| 2024 | Superstar Minami is my Boyfriend!? (南くんが恋人!?)                           | Yuriko Horikiri [babcia Chiyomi] | TV Asahi           |             |

### Filmy
| Rok  | Tytuł                                                               | Rola                                  | Uwagi       |
| ---- | ------------------------------------------------------------------- | ------------------------------------- | ----------- |
| 1962 | Tears on the Lion's Mane (涙を、獅子のたて髪に)                     | Yuki                                  |             |
| 1963 | Tsumuji Kaze (つむじ風)                                             |                                       | Główna rola |
| 1963 | Shitō no Densetsu (死闘の伝説)                                      | Yuri Shimizu                          | Główna rola |
| 1964 | Zwiędły kwiat (乾いた花)                                            | Saeko                                 | Główna rola |
| 1964 | Only on Mondays (月曜日のユカ)                                      | Yuka                                  | Główna rola |
| 1964 | Nippon Paradise (にっぽんぱらだいす)                                | Chieko Kusunoki                       | Główna rola |
| 1965 | Korzonki i korzenie (大根と人参)                                    | Keiko Yamaki                          |             |
| 1965 | Piękno i ból (美しさと哀しみと)                                     | Keiko Sakami                          | Główna rola |
| 1965 | Rozkosz (悦楽)                                                      | Shoko                                 |             |
| 1966 | Silence Has No Wings (とべない沈黙)                                 |                                       | Główna rola |
| 1968 | The Time of Reckoning (不信のとき)                                  | Mayumi                                | Główna rola |
| 1971 | A Soul to Devils (闇の中の魑魅魍魎)                                 | Księżniczka Toku                      |             |
| 1977 | Majestat Hakkody (八甲田山)                                         | Taeko Tokushima                       |             |
| 1977 | Beast in the Shadows (江戸川乱歩の陰獣)                             | Fumiko Masuda                         | Główna rola |
| 1981 | Love Letter (ラブレター)                                            | Tayo                                  |             |
| 1981 | Muddy River (泥の河)                                                | Shoko Matsumoto, matka Kiichi i Ginko |             |
| 1981 | Heat Shimmer Theater (陽炎座)                                       | Mio                                   |             |
| 1982 | Daiamondo wa kizutsukanai (ダイアモンドは傷つかない)                | Kazuko Makimura                       |             |
| 1982 | Dotonbori River (道頓堀川)                                          | Yuki                                  |             |
| 1983 | Modori River (もどり川)                                             | Ayano                                 |             |
| 1985 | Haru no Kane (春の鐘)                                               | Sanae Ishiwata                        |             |
| 1988 | Aoi sanmyaku '88 (青い山脈' 88)                                     | Kyoko Hayashi                         |             |
| 1992 | Kira Kira Hikaru (きらきらひかる)                                   | Koyama Chiaki (matka Shoko)           |             |
| 1993 | Shin gokudo no onna-tachi: Kakugoshiiya (新極道の妻たち 覚悟しいや) | Kayoko Kuwahara                       | Główna rola |
| 1995 | List miłosny (ラヴレター)                                           | Matka Itsuki                          |             |
| 2008 | Hana yori dango: Fainaru (花より男子～ファイナル～)                 | Kaede Domyoji (matka Tsukasy)         |             |
| 2010 | Soup Opera (スープ・オペラ)                                         | Toba-chan                             |             |
| 2011 | Patisserie Coin de rue (洋菓子店コアンドル)                         | Yoshikawa                             |             |
| 2011 | In His Chart (神様のカルテ)                                         | Azumi Yukino                          |             |
| 2017 | Sakurada Reset Part I (サクラダリセット 前篇)                       | Czarownica                            |             |
| 2017 | Sakurada Reset Part II (サクラダリセット 後篇)                      | Czarownica                            |             |
| 2021 | The Lone Ume Tree (梅切らぬバカ)                                    | Tamako Yamada                         | Główna rola |